# 岐阜イーストライジング24
岐阜イーストライジング24（ぎふイーストライジング24）は、岐阜県岐阜市にある高層ビル。

## 概要
このビルはJR岐阜駅北口駅前広場の東側に立地し、岐阜駅東地区第一種市街地再開発事業として計画されたもので、岐阜駅前では岐阜シティ・タワー43、岐阜スカイウイング37に次ぐ3棟目の高層ビルである。
その名の通り地上24階建ての建物であり、建物の1階から2階が商業施設、3階から15階が福祉施設、16階から24階までが住宅となっており、2階部分はJR岐阜駅にペデストリアンデッキで接続している。
なお、名称は公募で選ばれたもので「東にそびえ、益々発展していく」という意味が込められている。

## 施設

### 住宅
- 分譲住宅（22 - 24階）
- 賃貸住宅（18 - 21階）
- サービス付き高齢者向け住宅（16 - 17階）

### 福祉施設
- 介護付有料老人ホーム（10 - 15階）
- 特別養護老人ホーム（5 - 9階）
- ショートステイ（3 - 4階）

### 商業施設
- 大和証券岐阜支店（2階）
- いち瑠岐阜校（2階）
- Neo work-Gifu（2階、シェアオフィス）
- 岐阜駅前歯科クリニック・矯正歯科（1階）